# Rutanya Alda
Rutanya Alda, nome vero Rutanya Skrastina (Riga, 13 ottobre 1942), è un'attrice lettone naturalizzata statunitense.

## Biografia
Nella sua carriera, lunga quasi 50 anni, è apparsa in un centinaio tra film e serie televisive, ed è ricordata soprattutto per l'interpretazione di Angela, la moglie di Steven (John Savage) ne Il cacciatore (1978), film cult diretto da Michael Cimino, oltre che per i ruoli ricoperti in Mammina cara (1981) e Amityville Possession (1982), che le valsero entrambi due candidature consecutive per il Razzie Award alla peggior attrice non protagonista.
Tra le altre sue interpretazioni, da ricordare La metà oscura (1993) di George A. Romero, My First Mister (2001), You Don't Know Jack - Il dottor morte (2010).
Nel 1977 sposò l'attore Richard Bright, con cui rimase fino alla tragica morte di lui, avvenuta nel 2006, investito da un autobus che stava facendo retromarcia e di cui non si era accorto. La coppia ha avuto un figlio, Jeremy, nato nel 1988.

## Filmografia parziale

### Cinema
- Ciao America! (Greetings), regia di Brian De Palma (1968)
- Hi, Mom!, regia di Brian De Palma (1970)
- L'uomo della porta accanto (The People Next Door), regia di David Greene (1970)
- Panico a Needle Park (The Panic in Needle Park), regia di Jerry Schatzberg (1971)
- Il lungo addio (The Lon g Goodbye), regia di Robert Altman (1973)
- Lo spaventapasseri (Scarecrow), regia di Jerry Schatzberg (1973)
- Pat Garrett e Billy Kid (Pat Garrett & Billy the Kid), regia di Sam Peckinpah (1973)
- Il corsaro della Giamaica (Swashbuckler), regia di James Goldstone (1976)
- Fury (The Fury), regia di Brian De Palma (1978)
- Il cacciatore (The Deer Hunter), regia di Michael Cimino (1978)
- Quando chiama uno sconosciuto (When a Stranger Calls), regia di Fred Walton (1979)
- Rocky II, regia di Sylvester Stallone (1979)
- Mammina cara (Mommy Dearest), regia di Frank Perry (1981)
- Amityville Possession (Amityville II: The Possession), regia di Damiano Damiani (1982)
- Vigilante, regia di William Lustig (1983)
- In gara con la luna (Racing with the Moon), regia di Richard Benjamin (1984)
- Stuff - Il gelato che uccide (The Stuff), regia di Larry Cohen (1985)
- La vedova nera (Black Widow), regia di Bob Rafelson (1987)
- Ultima fermata Brooklyn (Last Exit to Brooklyn), regia di Uli Edel (1989)
- Fuga per un sogno (Leaving Normal), regia di Edward Zwick (1992)
- La metà oscura (The Dark Half), regia di George A. Romero (1993)
- C'eravamo tanto odiati (The Ref), regia di Ted Demme (1994)
- Ritrovarsi (Safe Passage), regia di Robert Allan Ackerman (1994)
- My First Mister, regia di Christine Lahti (2001)
- Prigione di vetro (The Glass House), regia di Daniel Sackheim (2001)
- Stolen - Rapiti (Stolen Lives), regia di Anders Anderson (2009)
- You Don't Know Jack - Il dottor morte (You Don't Know Jack), regia di Barry Levinson (2010)

### Televisione
- Detective, regia di David S. Cass Sr. – film TV (2005)
- Cold Case - Delitti irrisolti (Cold Case) - serie TV, episodio 4x06 (2006)

## Doppiatrici italiane
Nelle versioni in italiano delle opere in cui ha recitato, Rutanya Alda è stata doppiata da:
- Livia Giampalmo in Amityville Possession
- Alba Cardilli in La metà oscura
- Stefanella Marrama in Prigione di vetro
- Isa Bellini in Mammina cara
- Paila Pavese in Quando chiama uno sconosciuto
- Graziella Polesinanti in Cold Case - Delitti irrisolti